# ムカシガエル科
ムカシガエル科は両生綱カエル目に属する原始的な一群。ニュージーランドに1属4種のみが生息している。もともとは7種生息しており、現存する種も絶滅が危惧されている。
骨格が約2億年前の中生代ジュラ紀のものとほぼ同じで、生きている化石とも呼ばれる。現代の普通のカエルに比べると背骨の数は多く、肋骨がほとんど退化しているが、 2対ほど残っている。また、成体となっても僅かに尾の筋肉が残っている。